# Pseudocaranx
Pseudocaranx es un género de peces de la familia Carangidae, del orden Perciformes. Este género marino fue descrito científicamente en 1863 por Pieter Bleeker.

## Especies
Las especies reconocidas del género son las siguientes:
- Pseudocaranx chilensis (Guichenot, 1848)
- Pseudocaranx dentex (Bloch & J. G. Schneider, 1801)
- Pseudocaranx dinjerra Smith-Vaniz & Jelks, 2006
- Pseudocaranx wrighti (Whitley, 1931)